# Eutéctico

Un diagrama de fases para una mezcla binaria ficticia (con los dos componentes denotados por A y B).Se representa la composición eutéctica, la temperatura eutéctica y el punto eutéctico.
- L denota la fase líquida
- α representa un sólido rico en componente A
- β un sólido rico en componente B

Se entiende por eutéctico (del griego "εύ" eu = fácil, y "τήξις" tēxis = fusión) a la mezcla homogénea de sólidos íntimamente conectados, formando una súper retícula, al alcanzar una proporción de porcentaje atómico única entre los componentes, que posee un punto de fusión más bajo que el que poseen los compuestos individualmente.
Eutéctico es una mezcla de varios componentes con punto de fusión (solidificación) mínimo, inferior al correspondiente a cada uno de los componentes en estado puro. Esto ocurre en mezclas que poseen alta estabilidad en estado líquido, cuyos componentes son insolubles en estado sólido.
La reacción eutéctica es una reacción invariante en que en el enfriamiento de una aleación binaria (dos componentes) se transforma de un líquido a dos sólidos
Líquido → sólido 1 + sólido 2
En procesos a presión constante, el cambio de estado en el caso de un eutéctico tiene lugar a temperatura constante, como en el caso de componentes puros.
La solidificación comienza formándose un primer núcleo de la fase sólido 1, y a continuación y pegado a él otro núcleo de la fase sólido 2. Este proceso se repite continuamente, de manera que las dos fases sólido 1 y sólido 2 se disponen en forma de láminas entremezcladas. No forman una estructura uniforme como sería el caso de sustancias con solubilidad total en estado sólido.
Por ejemplo: sea el sólido A impurificado con B, los puntos de fusión respectivos son PfA y PfB y PfA<PfB, entonces el punto eutéctico (temperatura a la cual funde la mezcla), Pe, será menor que el punto de fusión de A. El ejemplo vale también para el caso en el que PfB<PfA, en este caso el punto Pe<PfB. La mezcla eutéctica se comporta como un sólido puro, no obstante es incorrecto afirmar que se trata de una solución sólida. Se puede hacer una analogía con el descenso crioscópico para soluciones y solutos. Por encima de esta temperatura de fusión, si se tiene la composición eutéctica, la mezcla es toda líquida.
En mezclas que presentan solubilidad total en estado sólido, la temperatura de solidificación de la mezcla estará comprendida entre las correspondientes a cada uno de los componentes en estado puro. De manera que al aumentar la concentración del componente de temperatura de solidificación más baja, disminuirá la temperatura de solidificación de la mezcla.

## Fases eutécticas de aleaciones y sus diagramas
En los diagramas de fases binarios se pueden ver los puntos de equilibrio entre las distintas fases que pueden llegar a presentarse en una aleación. En este caso, centraremos en las reacciones eutécticas y su representación en el diagrama. Tomemos de ejemplo la aleación de plomo-estaño. Existen 3 fases principales: la líquida (L, ambos componentes están bien mezclados), alfa (A, plomo con estaño disuelto) y beta (B, estaño con plomo disuelto).
En la mayoría de las composiciones se tiene una mezcla de la fase A y B por debajo de 183 °C, a concentraciones bajas de estaño tenemos A puro y a concentraciones bajas tenemos B puro (A las líneas que dividen las zonas de fases puras con las de mezcla se les llama solvus). Al subir la temperatura por encima de 183 °C y teniendo una mezcla de A y B, existen 5 reacciones probables:
- Toda la fase B se convierte en A
- Toda la fase A se convierte en B
- Toda la fase B se convierte en L
- Toda la fase A se convierte en L
- Toda la mezcla A+B se convierte en L

Como es de esperar, las dos primeras opciones ocurren cuando se tienen bajas o altas proporciones de uno de los metales. Cuando ocurre el tercer caso se dice que la aleación es hipoeutéctica y a la aleación del cuarto caso se le denominará hipereutéctica. Para que una mezcla de A y B se convierta en L en un solo paso se debe tener la composición eutéctica, una de las características más importantes de estas aleaciones es que cuando se enfrían, el acomodo de A y B se da de manera laminar.
Para poder leer correctamente estos diagramas es necesario tener en cuenta todas las zonas y cambios antes mencionados. Ahora si se quiere saber la composición de alguna de las fases en una mezcla es necesario hacer una línea de interconexión entre los solvus. También por medio de la regla de la palanca se puede determinar el porcentaje que se tiene de cada fase.

## Tipos

### Aleaciones
Las aleaciones eutécticas tienen dos o más fases y tienen composición eutéctica. Cuando una aleación no eutéctica solidifica, sus componentes solidifican a diferentes temperaturas, exhibiendo un rango de temperaturas fusión. De manera contraria, cuando una aleación eutéctica bien mezclada solidifica, lo hace a una temperatura constante. Las transformaciones de varias fases ocurridas durante la solidificación de una composición de aleación específica puede ser entendida trazando una línea vertical desde la fase líquida a la fase sólida en el diagrama de fases de esa aleación.
Algunos usos incluyen:
- Relés de sobrecarga de aleación eutéctica para protección eléctrica de motores trifásicos para bombas, ventiladores, transportadores, y otros equipos de proceso industrial.[3]
- Aleaciones eutécticas para soldadura, compuestas por estaño (Sn), plomo (Pb) y algunas veces plata (Ag) u oro (Au)
- Aleaciones de fundición, tales como aluminio-silicio y hierro fundido (composición 4.3% carbón en hierro produciendo una aleación eutéctica austenita-cementita).
- Chips de silicio están unidos a sustratos chapados en oro por medio de una aleación eutéctica silicio-oro por la aplicación de energía ultrasónica al chip.
- Soldadura, donde la difusión puede remover elementos de aleación en las uniones, así que la fusión eutéctica sólo es posible anteriormente en el proceso de soldado.
- Respuesta a la temperatura e.j., Metal de Wood y Metal de Field para rociadores de incendios.
- Alternativas no tóxicas del mercurio, tales como el galinstano.
- Metales vidriosos experimentales, con gran resistencia a la corrosión.
- Aleaciones eutécticas de sodio y potásio (NaK) que son líquidas a temperatura ambiente y son utilizadas como refrigerantes en reactores de neutrones rápidos.

### Otros
- El cloruro de sodio y agua forman una mezcla eutéctica cuyo punto punto eutéctico es -21.2 °C[4] y 23.3% masa en sal.[5] La naturaleza eutéctica de sal y agua es explotada cuando la sal es rociada en caminos para la remoción de hielo, o mezclada con hielo para propiciar bajas temperaturas (por ejemplo, en fabricación tradicional de helados).
- Etanól-agua tiene un punto eutéctico inusualmente sesgado, e.j., se encuentra cerca del etanól puro, lo que define la máxima prueba que se puede obtener por congelación fraccionada.
- La "sal solar", 60% NaNO3 y 40% KNO3 forma una mezcla eutéctica que es utilizada para almacenamiento de calor en plantas de energía termosolar de concentración.[6] Para reducir el punto de fusión eutéctico en la mezcla, se utiliza nitrato de calcio en proporción 42% Ca(NO3)2, 43% KNO3, y 15% NaNO3.
- La Lidocaína y Prilocaína son sólidas a temperatura ambiente, forman una mezcla eutéctica que es un aceite con un punto de fusión a 16 °C (61 °F) usado como anestésico local.
- El mentol y el alcanfor son sólidos a temperatura ambiente, forman una mezcla eutéctica que se mantiene líquida a temperatura ambiente en las proporciones: 8:2, 7:3, 6:4, y 5:5. Ambas substancias son ingredientes comunes en preparaciones de fármacos extemporáneos.[7]
- Algunos minerales pueden formar mezclas eutécticas en rocas ígneas, incrementando características microestructurales exhibidas.[8]
- Algunas tintas son mezclas eutécticas, permitiendo a las impresoras de inyección operar a bajas temperaturas.[9]
- La miel es líquida a pesar de solo tener un 20% de agua y 80% de azúcares que son sólidos a temperatura ambiente.
- El cloruro de colina produce mezclas eutécticas con muchos productos naturales como ácido cítrico, ácido málico y azúcares entre otros. Estas mezclas líquidas se pueden usar, por ejemplo, para obtener extractos antioxidantes y antidiabéticos de productos naturales.[10]

## Resistencia de las aleaciones eutécticas
Cada fase de la aleación eutéctica esta endurecida por una solución sólida, las cuales en ciertos casos pueden endurecerse por trabajo en frío. Es posible además controlar el tamaño de los granos si se agregan inoculantes o refinadores apropiados en el proceso de la solidificación, así como las posibilidades de modificar las propiedades de la aleación si se controla la cantidad y microestructura de colonias eutécticas

### Tamaño de colonias eutécticas
Cada una de las colonias nuclean y crecen de manera independiente a lo largo de la aleación. Dentro de cada una de ellas la orientación de las laminas es la misma.

### Cantidad de eutéctico
Es posible controlar las propiedades de la aleación mediante el control de cantidad de colonias eutécticas. El incremento en el número y tamaño de estas colonias origina un incremento en la resistencia de la aleación 

## Estructura Eutéctica
Las aleaciones de aluminio obtenidas por colada se basan fundamentalmente en el sistema Al-Si. Es un sistema eutéctico clásico, con un punto eutéctico a aproximadamente un 11% de Si y 577 °C. Consideramos el enfriamiento de una aleación Al-6% Si. La línea liquidus se alcanza a aproximadamente 635 °C, cuando el sólido (Al) empieza a apartarse. A medida que posteriormente la temperatura desciende, la composición del líquido se mueve a lo largo de la línea liquidus, y la cantidad de sólido (Al) aumenta. Cuando alcanza la temperatura del eutéctico (577 °C), aproximadamente la mitad del líquido ha solidificado. El sólido aparece de esta manera se llama sólido primario, (Al) primario en este caso.
A 577 °C tiene lugar la transformación eutéctica: el líquido se descompone en sólido Al mezclado con sólido Si, pero en menor escala que la anterior. Esta mezcla íntima de (Al) secundario con Si secundario es la estructura eutéctica. 
En un posterior enfriamiento a temperatura ambiente la composición del (Al) cambia: se disuelve menos silicio a temperatura más baja. Por tanto, el silicio debe difundir hacia fuera del (Al), y la cantidad de Si debe aumentar un poco.

## Procesamiento de los materiales
Los procesos de manufactura aprovechan las bajas temperaturas de fusión asociadas con la reacción eutéctica. Un caso típico de esta realidad lo constituyen las aleaciones eutécticas,  las cuales,  en un amplio rango de composiciones, dan lugar a microestructuras bifásicas susceptibles de ser moduladas mediante estímulos externos (velocidad de enfriamiento, agitación, electromagnetismo, etc.) para generar orientaciones preferenciales en las fases de la mezcla eutéctica que permitan obtener, directamente, materiales reforzados a partir de un fundido, de una forma económica y rápida.
Las aleaciones Pb-Sn son la base de una serie de aleaciones utilizadas para producir materiales de aporte para la soldadura. Muchas aleaciones de fundición también se basan en aleaciones eutécticas. El líquido se puede fundir y vaciar en un molde a bajas temperaturas, reduciendo costos de energía involucrados en el proceso, minimizando defectos de la fundición com o porosidad gaseosa e impidiendo reacciones entre el metal líquido y el molde. El hierro fundido y la mayor parte de las aleaciones de aluminio son aleaciones eutécticas. El eutéctico ayuda en la manufactura de vidrio cerámico. Muchos vidrios comunes están basados en el Si0 2, que se funde a 1710 °C. Al añadir Na20 al SiCK, se produce una reacción eutéctica, con una temperatura eutéctica de aproximadamente 790 °C. El vidrio Si0 2-Na:0 puede ser producido a baja temperatura baja.
En el mundo de los vidrios el Si02 los eutécticos tienen una importancia capital. Como cuarzo la variedad más empleada y en función de la cantidad de impurezas que contenga, el punto de función de la cantidad de impurezas que contenga, el punto de fusión se puede situar en torno a los 1700 °C. En la misma línea, en lugar de intervenir dos o tres compuestos, aparecen muchos, la posibilidad de formación de eutécticos es mayor.
Se puede utilizar la reacción eutéctica para acelerar la unión por difusión o para incrementar la velocidad de sinterización de polvos compactados tanto para sistemas metálicos como cerámicos. En ambos casos, se produce un líquido para unir materiales distintos o partículas de polvo, aun cuando la temperatura a la cual se efectúa el proceso queda por debajo de la temperatura de fusión de los constituyentes implicados. 
Sin embargo, en ciertos casos el eutéctico no es deseable. Dado que es lo último que se solidifica, rodea las fases primarias. Los eutécticos que son frágiles debilitan la aleación que sea, incluso si en la estructura sólo está presente un pequeño porcentaje del micro constituyente eutéctico. La deformación de esta aleación puede causar falla a través del eutéctico frágil. 
Como otro ejemplo, la alúmina (Al203), tiene un punto de fusión alto (2020 °C) lo cual la hace atractiva como refractario para contener acero líquido. La temperatura de fusión del CaO es incluso más alta (2570 °C). Sin embargo, si se coloca un ladrillo refractario de Al2O3 en contacto con uno de CaO, se produce una serie de eutécticos, resultando un líquido con una temperatura de fusión por debajo de la temperatura normal de fabricación de los aceros. Por lo tanto, el refractario que contiene el acero líquido puede fallar.